# بابي لاهيري
بابي أباريش لاهيري  (27 نوفمبر 1952 - 15 فبراير 2022)، أشتهر باسم بابيدا ، مغنيً وملحنً و منتج تسجيلات هندي. ساهم بنشر استخدام الموسيقى المركبة في صناعة الموسيقى الهندية وغنى بعض مؤلفاته الخاصة.كان لديه جمهور كبير في الثمانيات والتسعينات من خلال الموسيقى التصويرية للافلام.حقق نجاحًا كبيرًا في شباك التذاكر في الأفلام البنغالية والتيلجو لاقت موسيقاه استحسانًا في القرن الحادي والعشرين.تم إدراجه في موسوعة جينيس للأرقام القياسية لتلحينه ل180 اغنية في سنة 1986.

## أنظر أيضا
1. ↑  مذكور في: ملف استنادي متكامل. الوصول: 14 مايو 2014. لغة العمل أو لغة الاسم: الألمانية. المُؤَلِّف: مكتبة ألمانيا الوطنية.
2. ↑  مذكور في: ديسكوغز. مُعرِّف فَنَّان في قاعدة بيانات "ديسكوغس" (Discogs): 73721. باسم: Bappi Lahiri. الوصول: 9 أكتوبر 2017. لغة العمل أو لغة الاسم: الإنجليزية.
3. ↑  مذكور في: ملف استنادي متكامل. الوصول: 22 ديسمبر 2014. لغة العمل أو لغة الاسم: الألمانية. المُؤَلِّف: مكتبة ألمانيا الوطنية.
4. 1 2 3  وصلة مرجع: https://eci.gov.in/files/category/97-general-election-2014/.
5. 1 2  وصلة مرجع: http://www.business-standard.com/article/news-ani/63rd-filmfare-awards-bappi-lahiri-receives-lifetime-achievement-award-118012100048_1.html.
6. ↑  "Bappi Aparesh Lahiri(Bharatiya Janata Party(BJP)):Constituency- SREERAMPUR(WEST BENGAL) – Affidavit Information of Candidate". myneta.info. مؤرشف من الأصل في 2022-10-02. اطلع عليه بتاريخ 2022-02-17.
7. ↑  Mittal, Nishant (20 Feb 2022). "Bappi Lahiri: 'disco king of Bollywood' gave Indian film a youthful injection". the Guardian (بالإنجليزية). Archived from the original on 2022-10-02. Retrieved 2022-02-22.